# Allenhurst (Georgia)
Allenhurst es un pueblo ubicado en el condado de Liberty en el estado estadounidense de Georgia. En el censo de 2000, su población era de 788.

## Demografía
En el 2000 la renta per cápita promedia del hogar era de $38,750, y el ingreso promedio para una familia era de $40,536. El ingreso per cápita para la localidad era de $14,501. Los hombres tenían un ingreso per cápita de $25,972 contra $19,688 para las mujeres.

## Geografía
Allenhurst se encuentra ubicado en las coordenadas 31°46′53″N 81°36′30″O / 31.78139, -81.60833 (31.781311, -81.608470).
Según la Oficina del Censo, la localidad tiene un área total de 2,9 km² (1,1 mi²), de la cual 2,9 km² (1,1 mi²) es tierra y 0 km² (0 mi²) (0.0%) es agua.